# Asansol

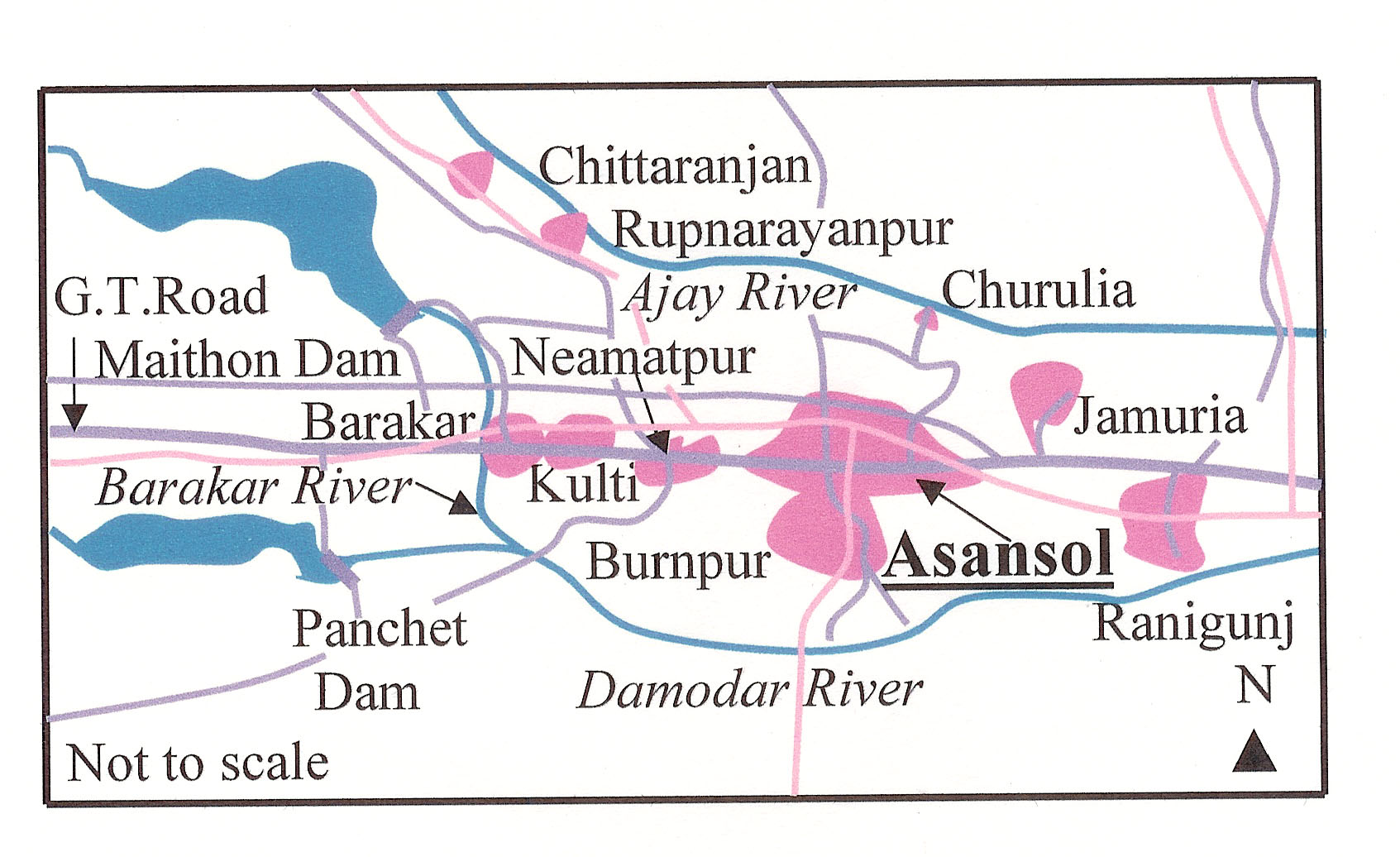

Asansol (tiếng Bengal: আসানসোল), một trung tâm công nghiệp khai thác than đá, là thành phố lớn thứ 2  ở Tây Bengal, sau Kolkata. Đây là một đơn vị hành chính trực thuộc nằm ở quận Bardhaman, ở ngoại vi của bang.
Toàn dải đất trải ra từ Ondal đến Barakar và trùm lên Raniganj, Jamuria, Asansol, Burnpur, Neamatpur, Kulti và Barakar, bao gồm một dải dài 40 km dọc theo Grand Trunk Road tạo nên một vùng đô thị, tất cả trong số đó nằm trọn trong đơn vị hành chính thuộc cấp của Asansol. Khoảng giữa các trung tâm đô thị này là các mỏ than và các khu định cư nhỏ. Trung tâm đô thị Chittaranjan - Rupnarayanpur cũng được kết nối gần gũi. Là một thành phố trung tâm của một vành đai than đá, Asansol được công nghiệp hóa cao độ dù nhiều ngành đang rơi vào cảnh khó khăn trong những năm gần đây, dẫn đến sự chuyển đổi ngành nghề của thành phố này chuyển sang vai trò trung tâm vận tải. Các công ty sử dụng lao động lớn của khu vực là Eastern Coalfields (một công ty con của Coal India Limited) và nhà máy thép IISCO của Steel Authority of India Limited. Các công ty khác có Chittaranjan Locomotive Works, Hindustan Cables Ltd., Disergarh Power Supply, Damodar Valley Corporation (DVC), Burn Standard, Reckitt and Coleman, vài nhà máy xi măng như Xi măng Burnpur, vài nhà máy gạch chịu lửa như Kabita Refractories.